# Chionaema metalleuca
Chionaema metalleuca là một loài bướm đêm thuộc phân họ Arctiinae, họ Erebidae.